# نیکلاس بونیس
نیکلاس بونیس (انگلیسی: Nicolas Bonis؛ زادهٔ ۳۱ اوت ۱۹۸۱) بازیکن فوتبال اهل فرانسه است.
از باشگاه‌هایی که در آن بازی کرده‌است می‌توان به باشگاه فوتبال دپورتیوو آلاوس و باشگاه فوتبال استراسبورگ اشاره کرد.